# Timoteo Viti

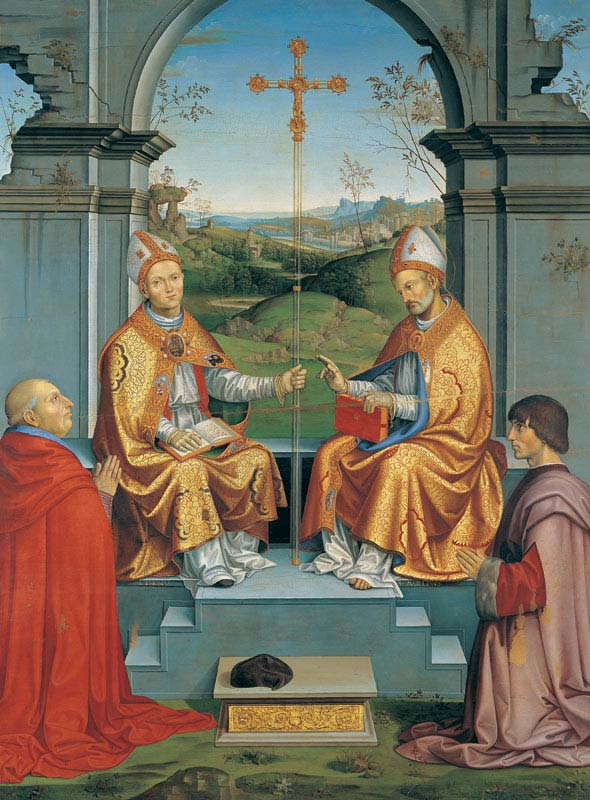
De heliga Martin och Thomas Becket med ärkebiskop Giovanni Pietro Arrivabene och hertig Guidobaldo da Montefeltro.

Timoteo Viti (även della Vite), född 22 november 1469 i Ferrara, död 7 januari 1523 i Urbino, var en italiensk målare.
Viti studerade för Francesco Francia i Bologna 1490–1495 och omtalas som dennes främste lärjunge, slog sig därpå ned i Urbino, där han anses en tid ha varit den unge Rafaels lärare. Hans målningar är smakfullt och gediget utförda. Bland dem är att märka från hans tidigare period Tronande madonna med helgon och Bebådelsen med Johannes Döparen och sankt Sebastian som bifigurer (dessa båda i Breragalleriet i Milano), senare De heliga Martin och Thomas Becket med ärkebiskop Giovanni Pietro Arrivabene och hertig Guidobaldo da Montefeltro (målarens främsta verk, i Urbinos domkyrka, 1504), Den heliga Magdalena (galleriet i Bologna, 1508), Noli me tangere (Sant'Angelo Minore i Cagli, 1518) och Maria Magdalenas kröning (domen i Gubbio, 1521). Viti anses ha på äldre dagar uppgått i sin före detta elev Rafaels stil. Enligt uppgift målade han de fyra profetbilderna i Santa Maria della Pace i Rom efter Rafaels teckningar (omkring 1514).